# عفن الخبز
عفن الخبز أو عفن الخبز الأسود هو من الفطريات اللاقحية اقترانية التي تضم حوالي 1050 نوع من الفطريات.

## التواجد
يتوزع عفن الخبز على نطاق واسع، وعادة يتواجد على سطح الخبز المعرض للرطوبة والبعيد عن ضوء الشمس.

## التغذية
يحصل عفن الخبز على المواد الغذائية من الخبز المتواجد عليه لكنه يتسبب بفساد المنطقة التي يتواجد عليها.

## التركيب
يتألف عفن الخبز من:
1. أشباه الجذور والتي تساعد الفطر على الثبات على سطح الخبز.
2. الخيوط الفطرية
3. الحامل البوغي
4. الاكياس البوغية

## التكاثر
تتم عملية التكاثر الجنسي واللاجنسي فيه كالآتي:
1. يحصل تماس واندماج بين الخيوط الفطرية أو الهايفات خيط فطري التي تحتوي نوى مختلفة موجبة وأخرى سالبة يتبعه اندماج سايتوبلازمي.
2. تتكون خلية الأمشاج المحتوية على النوى الموجبة والسالبة في نهاية كل هايفة.
3. تندمج الخلايا المشيجية وزوج الأنوية لتكون الزيجوت
4. يتكون جدار سميك حول الزيجة وتحصل عملية انقسام اختزالي.
5. ينمو حامل الكيس أو الحافظة البوغية وتتشقق الحافظة البوغية لتتحرر الأبواغ التي تكون حاوية على نصف العدد الكامل للكروموسومات كونها ناتجة من انقسام اختزالي، وعندما تتساقط على مادة غذائية (قطعة من الخبز الرطب مثلًا) تبدأ دورتها اللاجنسية وتتكرر العملية.

## استخداماته
كان يستخدم بعض انواعه عند الفراعنة والبدو في الطب والمضادات الحيوية